# کیوی (خلخال)
کیوی یک روستا در ایران است که در دهستان خورش رستم شمالی واقع شده‌است. کیوی ۱۹۰ نفر جمعیت دارد.